# Les Riberes (Abella de la Conca)

Les Riberes, respecte del terme d'Abella de la Conca

Les Riberes, de vegades expressat en singular, la Ribera, és una partida rural del terme municipal d'Abella de la Conca, a la comarca del Pallars Jussà.
Està situada a la dreta del riu d'Abella, tot al llarg del seu curs des de la mateixa vila d'Abella de la Conca cap a ponent, fins a prop del termenal amb Isona i Conca Dellà. No presenta una total continuïtat territorial, ja que s'hi interposen en alguns casos d'altres partides del terme. Sempre a la dreta del riu d'Abella, un primer sector de les Riberes ocupa l'extrem de ponent del terme municipal, amb el límit occidental al terme d'Isona i Conca Dellà, el meridional al riu d'Abella, l'oriental a la partida de les Llongues i el septentrional a les partides dels Seixos, les Vielles i les Collades. Aquest primer sector inclou les masies de Cal Cap-roc i de Cal Benetó.
Comprèn les parcel·les 48 a 49, 51 a 53, 312 a 318, 323 a 324, 350, 351, 359, 364 a 370, 378, 384 a 390 i 399 a 418 del polígon 1, i 42 a 61, 68 a 76, 122, 141 a 151 i 153 a 158 del polígon 2 d'Abella de la Conca, i consta de 75,0382 hectàrees amb tota mena de terrenys, però amb predomini de conreus de secà, ametllerars i arbres de ribera.

## Etimologia
Es tracta d'un topònim romànic modern, de caràcter descriptiu: és la zona de ribera del riu d'Abella.